# 2022年マイアミグランプリ
2022年マイアミグランプリ（英:  2022 Miami Grand Prix）は、2022年のF1世界選手権の第5戦として、2022年5月8日にマイアミ・インターナショナル・オートドロームにて開催。同サーキットでは初開催となった。
正式名称は「Formula 1 Crypto.com Miami Grand Prix 2022」。

## 背景
タイヤ
本レースでピレリが持ち込むドライ用タイヤのコンパウンドはハード（白）：C2、ミディアム（黄）：C3、ソフト（赤）：C4の中間の組み合わせ。提供されたセット数はハード2、ミディアム3、ソフト8。
| ドライ用   | ドライ用       | ドライ用   | ウェット用           | ウェット用   |
| C2         | C3             | C4         | インターミディエイト | フルウェット |
| ---------- | -------------- | ---------- | -------------------- | ------------ |
| （ハード） | （ミディアム） | （ソフト） | （小雨用）           | （大雨用）   |
DRS：3箇所※（　）内は検知ポイント
- DRS1：ターン9より30m先から（ターン8より90m先）
- DRS2：ターン16より450m先から（ターン16より70m先）
- DRS3：ターン19のエイペックスから（ターン17より15m先）

## エントリーリスト
前戦から変更なし。

## フリー走行
FP1
2022年5月6日 14:30 EDT(UTC-4)
トップはシャルル・ルクレール。気温33℃、路面温度48℃という非常に暑いコンディションで行われた。舗装されたばかりの路面のグリップは低く、各所でスピンする場面が見られた。また、残り25分を切ったあたりでバルテリ・ボッタスがクラッシュし、赤旗中断となった。
FP2
2022年5月6日 17:30 EDT(UTC-4)
トップはジョージ・ラッセル。FP1に続き気温や路面温度が高いコンディションで行われた。開始20分あたりでカルロス・サインツがターン14でクラッシュし赤旗中断となった。FP1でクラッシュしたボッタスは修復が終わらず、マックス・フェルスタッペンはトラブルにより、このセッションを走行することが出来なかった。
FP3
2022年5月7日 13:00 EDT(UTC-4)
トップはセルジオ・ペレス。厚い雲はあったものの雨が降ることはなかった。このセッションでも赤旗中断が発生し、エステバン・オコンがFP2のサインツと同様のクラッシュ。オコンが衝突したウォールがコンクリートだったため、モノコックまで損傷しており、後に行われた予選は欠場した。

## 予選
2022年5月7日 16:00 EDT(UTC-4)（文章の出典）
ポールはシャルル・ルクレールで今季3度目通算12回目の獲得。2番手にカルロス・サインツが続きフロントローをフェラーリが占め、3,4番手にはマックス・フェルスタッペンとセルジオ・ペレスが続いた。
オコンが予選を欠場したため19台で行われた。Q1では最終コーナー付近で発生したトラフィックによりタイム計測を断念するドライバーが見られ、Q2では8番手と13番手が0.218秒差という僅差だった。Q3では1度目のアタックでフェルスタッペンが暫定ポールとなるが、2度目のアタックでフェラーリ勢がそれを更新。一方のフェルスタッペンは早々にラインを外してしまいタイム計測を断念した。

### 予選結果
| 順位                | No. | ドライバー                 | コンストラクター                        | Q1       | Q2       | Q3       | Grid |
| ------------------- | --- | -------------------------- | --------------------------------------- | -------- | -------- | -------- | ---- |
| 1                   | 16  | シャルル・ルクレール       | フェラーリ                              | 1:29.474 | 1:29.130 | 1:28.796 | 1    |
| 2                   | 55  | カルロス・サインツ         | フェラーリ                              | 1:30.055 | 1:29.729 | 1:28.986 | 2    |
| 3                   | 1   | マックス・フェルスタッペン | レッドブル-RBPT                         | 1:29.836 | 1:29.202 | 1:28.991 | 3    |
| 4                   | 11  | セルジオ・ペレス           | レッドブル-RBPT                         | 1:30.079 | 1:29.673 | 1:29.036 | 4    |
| 5                   | 77  | バルテリ・ボッタス         | アルファロメオ-フェラーリ               | 1:30.845 | 1:29.751 | 1:29.475 | 5    |
| 6                   | 44  | ルイス・ハミルトン         | メルセデス                              | 1:30.388 | 1:29.797 | 1:29.625 | 6    |
| 7                   | 10  | ピエール・ガスリー         | アルファタウリ-RBPT                     | 1:30.779 | 1:30.128 | 1:29.690 | 7    |
| 8                   | 4   | ランド・ノリス             | マクラーレン-メルセデス                 | 1:30.761 | 1:29.634 | 1:29.750 | 8    |
| 9                   | 22  | 角田裕毅                   | アルファタウリ-RBPT                     | 1:30.485 | 1:30.031 | 1:29.932 | 9    |
| 10                  | 18  | ランス・ストロール         | アストンマーティン・アラムコ-メルセデス | 1:30.441 | 1:29.996 | 1:30.676 | 10   |
| 11                  | 14  | フェルナンド・アロンソ     | アルピーヌ-ルノー                       | 1:30.407 | 1:30.160 |          | 11   |
| 12                  | 63  | ジョージ・ラッセル         | メルセデス                              | 1:30.490 | 1:30.173 |          | 12   |
| 13                  | 5   | セバスチャン・ベッテル     | アストンマーティン・アラムコ-メルセデス | 1:30.677 | 1:30.214 |          | 13   |
| 14                  | 3   | ダニエル・リカルド         | マクラーレン-メルセデス                 | 1:30.583 | 1:30.310 |          | 14   |
| 15                  | 47  | ミック・シューマッハ       | ハース-フェラーリ                       | 1:30.645 | 1:30.423 |          | 15   |
| 16                  | 20  | ケビン・マグヌッセン       | ハース-フェラーリ                       | 1:30.975 |          |          | 16   |
| 17                  | 24  | 周冠宇                     | アルファロメオ-フェラーリ               | 1:31.020 |          |          | 17   |
| 18                  | 23  | アレクサンダー・アルボン   | ウィリアムズ-メルセデス                 | 1:31.266 |          |          | 18   |
| 19                  | 6   | ニコラス・ラティフィ       | ウィリアムズ-メルセデス                 | 1:31.325 |          |          | 19   |
| 107% time: 1:35.737 |     |                            |                                         |          |          |          |      |
| NC                  | 31  | エステバン・オコン         | アルピーヌ-ルノー                       | No Time  |          |          | 201  |
| ソース:             |     |                            |                                         |          |          |          |      |

追記
- ^1 – オコンは予選でタイムを記録していないが、スチュワードの裁定により決勝への出場が認められた[11]。

## 決勝
2022年5月7日 15:30 EDT(UTC-4)（文章の出典）

### レース結果
優勝はマックス・フェルスタッペン。2位にシャルル・ルクレール、3位にカルロス・サインツ。
アストンマーティン勢は燃料温度に問題が発生したため、ピットレーンからのスタート。スタートはフェルスタッペンがサインツに並びかけ2位へ浮上。後方で小さな接触はあったがスムーズなものとなった。フェルスタッペンは9周目にルクレールをかわしトップに立ち、その後は徐々に差を広げていく展開となった。25周目にルクレールはハードタイヤへ交換、サインツやレッドブル勢もそれに合わせハードタイヤへ交換した。レース終盤まではクリーンなレースが続いていたが、39周目にフェルナンド・アロンソとピエール・ガスリーが接触。さらに41周目にはガスリーとランド・ノリスが接触し共にリタイアした。ノリスのマシンやデブリ回収のためにバーチャル・セーフティカーを経てセーフティカーが導入された。ジョージ・ラッセルは、スタートからハードタイヤで走り続けていたためこのタイミングでピットイン、その後順位を上げ5位でゴールした。フェルスタッペンはSC解除後にルクレールに迫られたが最終的には3.786秒差をつけ、トップでチェッカーを受けた。
| 順位    | No. | ドライバー                 | コンストラクター                        | 周回数 | タイム/リタイア原因 | Grid | Pts. |
| ------- | --- | -------------------------- | --------------------------------------- | ------ | ------------------- | ---- | ---- |
| 1       | 1   | マックス・フェルスタッペン | レッドブル-RBPT                         | 57     | 1:34:24.258         | 3    | 26FL |
| 2       | 16  | シャルル・ルクレール       | フェラーリ                              | 57     | +3.786              | 1    | 18   |
| 3       | 55  | カルロス・サインツ         | フェラーリ                              | 57     | +8.229              | 2    | 15   |
| 4       | 11  | セルジオ・ペレス           | レッドブル-RBPT                         | 57     | +10.638             | 4    | 12   |
| 5       | 63  | ジョージ・ラッセル         | メルセデス                              | 57     | +18.582             | 12   | 10   |
| 6       | 44  | ルイス・ハミルトン         | メルセデス                              | 57     | +21.368             | 6    | 8    |
| 7       | 77  | バルテリ・ボッタス         | アルファロメオ-フェラーリ               | 57     | +25.073             | 5    | 6    |
| 8       | 31  | エステバン・オコン         | アルピーヌ-ルノー                       | 57     | +28.386             | 20   | 4    |
| 9       | 23  | アレクサンダー・アルボン   | ウィリアムズ-メルセデス                 | 57     | +32.365             | 18   | 2    |
| 10      | 18  | ランス・ストロール         | アストンマーティン・アラムコ-メルセデス | 57     | +37.026             | 10   | 1    |
| 11      | 14  | フェルナンド・アロンソ     | アルピーヌ-ルノー                       | 57     | +37.12812           | 11   |      |
| 12      | 22  | 角田裕毅                   | アルファタウリ-RBPT                     | 57     | +40.146             | 9    |      |
| 13      | 3   | ダニエル・リカルド         | マクラーレン-メルセデス                 | 57     | +40.9022            | 14   |      |
| 14      | 6   | ニコラス・ラティフィ       | ウィリアムズ-メルセデス                 | 57     | +49.936             | 19   |      |
| 15      | 47  | ミック・シューマッハ       | ハース-フェラーリ                       | 57     | +73.305             | 15   |      |
| 163     | 20  | ケビン・マグヌッセン       | ハース-フェラーリ                       | 56     | DNF1                | 16   |      |
| 173     | 5   | セバスチャン・ベッテル     | アストンマーティン・アラムコ-メルセデス | 54     | DNF                 | 13   |      |
| Ret     | 10  | ピエール・ガスリー         | アルファタウリ-RBPT                     | 45     | DNF                 | 7    |      |
| Ret     | 4   | ランド・ノリス             | マクラーレン-メルセデス                 | 39     | DNF                 | 8    |      |
| Ret     | 24  | 周冠宇                     | アルファロメオ-フェラーリ               | 6      | DNF                 | 17   |      |
| ソース: |     |                            |                                         |        |                     |      |      |

- ^FL - ファステストラップの1点を含む
- ^1 - アロンソとマグヌッセンは他車との接触により5秒のタイムペナルティ[15][16]。
- ^2 - リカルドとアロンソはコース外走行によりアドバンテージを得たため5秒のタイムペナルティ[17][18]。
- ^3 - DNFだがレース距離の90%以上を走行したため規定により完走扱い

## 第5戦終了時点のランキング

### ワールド・チャンピオンシップ
|         | 順位 | ドライバー                 | ポイント | 1位との差 |
| ------- | ---- | -------------------------- | -------- | --------- |
|         | 1    | シャルル・ルクレール       | 104      |           |
|         | 2    | マックス・フェルスタッペン | 85       | -19       |
|         | 3    | セルジオ・ペレス           | 66       | -38       |
|         | 4    | ジョージ・ラッセル         | 59       | -45       |
|         | 5    | カルロス・サインツ         | 53       | -51       |
| ソース: |      |                            |          |           |

|         | 順位 | コンストラクター          | ポイント | 1位との差 |
| ------- | ---- | ------------------------- | -------- | --------- |
|         | 1    | フェラーリ                | 157      |           |
|         | 2    | レッドブル-RBPT           | 151      | -6        |
|         | 3    | メルセデス                | 95       | -62       |
|         | 4    | マクラーレン-メルセデス   | 46       | -111      |
|         | 5    | アルファロメオ-フェラーリ | 31       | -126      |
| ソース: |      |                           |          |           |

- 注：いずれもトップ5まで掲載。

### DHLファステストラップアワード
|         | 順位 | ドライバー                 | 獲得数 |
| ------- | ---- | -------------------------- | ------ |
|         | 1    | シャルル・ルクレール       | 3      |
|         | 2    | マックス・フェルスタッペン | 2      |
| ソース: |      |                            |        |

- 注：いずれもトップ5まで掲載。
- 注：ファストテストラップアワードは同数の場合、カウントバック方式がとられている。